# Александр Кароль Гроза
Алекса́ндр Ка́роль Гро́за (пол. Aleksander Groza; *30 червня 1807, с. Закриниччя, нині Оратівський район, Вінницька область — †3 листопада 1875, с. Халаїмгородок, нині с. Городківка, Андрушівський район, Житомирська область) — польський поет епохи романтизму, ще менш відомий як художник. Представник «української школи» в польській літературі. Молодший брат письменника Сильвестра Венжика Грози.

## Життєвий шлях
Олександр Гроза походив з багатої шляхетської сім'ї та був волинським поміщиком. Отримавши добру освіту — вивчився, зокрема, медичної справи в Віленському університеті потім вивчався в Дерптському університеті, згодом оселилися в селі, яке успадкував в Україні, де він працював й присвятив себе літературній праці. Поезія Олександра порівнювалася критиками з найкращими взірцями літераторів XIX століття, він черпав натхнення в найкращих представників того часу — Тараса Шевченка та Олександра Пушкіна
В кінці 1850 років він переїхав до Бердичева, де працював учителем, а потім у Житомир, де він був одним засновників крайової асоціації видавничої компанії по видруку дешевих книжок, у тому числі ним були розроблені так звані «елементарки Грози». Це були невеличкі книжечки довіднички (на манер тодішніх польських), з роз'ясненням для простого люду різних питань суспільних чи побутових з наочними художніми прикладами (малюнками) та віршованими вкрапленнями. Найбільшою популярністю користувалися правописні «елементарки» правопису (українського та російського і польського).

## Творчий шлях
Перші свої вірші Олександр Гроза опублікував в Вільнюсі, «литовськім Новорічнику» (wileńskiy Noworoczniku) в 1831 році. П'ятьма роками по тому він випустив свій перший і найвідоміший роман «Староста Канівський» (Starosta Kaniowski) про походеньки Миколи Василя Потоцького. У проміжку з 1838 по 1842 роки з'являлися, в тому ж таки Вільнюсі, його поезії з творами художників, поряд з іншими митцями, що писали на литовській та українській мовах.
Наступна повість, опублікована тільки в 1848 році, цей твір був писаний в манері реалістично побутовій, як «Виписки з щоденника Владислава» (Władysław — wyciąg z pamiętników) — це не дуже добре відомий його витвір. Інший новий його твір, класифікується в цьому ж літературному стилі, «Мозаїка контрактова» (Mozaika kontraktowa) — це щоденник 1851 року, якого він закінчив у 1857 році.
Подальші його твори залишилися не відомими, та й в той час він уже більше себе присвячував діяльності народовців, пропагуючи народне мистецтво та займаючись благодійними чи видавничими проектами. Олександр Гроза вважається призабутим українським письменником.

## Відомий творчий доробок
- був редактором журналу «Rusalka» (Вільно, 1838 — 42)
- був редактором збірки «Grosz wdowi» (Київ, 1849 — 51).
- автор і упорядник — «Elementarz», який довгий час вживався у волинських школах.

- «Starosta Kaniowski» (1836) поема заснована на переказах про знаменитого Миколу Потоцького
- «Зібрання творів» Александра Грози (Вільно — 1843 р.) і містить в собі, крім «Starosty», різні поеми, пісні та вірші.
- «Jastrzębiec»,
- «Smieciński»,
- «Trzy palmy»,
- «Jassyr Batowski»,
- «Obrazki Ukraińskie» (Варшава, 1855);
- «Trzy poweści» (Житомир, 1860);
- «Mozaika kontraktowa» (Вільно, 1857);
- «Hryć» (ib., 1858)
- «Твардовський» (Броди, 1873)

## Інтернет про Александра Кароля Грозу
- «Elementarz»
- «Владислав»
- «Владислав»
- Збірник віршів та поезій

| S: | Твори цього автора перебувають у суспільному надбанні. Ви можете допомогти проєкту, додавши їх у Вікіджерела. |